# Cueva Eirós
Cueva Eirós (Cova Eirós på Galiciska) är en förhistorisk grotta belägen i byn Cancelo, i kommunen Triacastela (Lugo, Spanien) på den nordvästra delen av den iberiska halvön. Grottan är en viktig arkeologisk fyndplats från mellanpaleolistisk tid med fynd från mer än 35 000 år sedan.
De arkeologiska utgrävningarna som påbörjades 2008 har visat att platsen användes intensivt under förhistorisk tid och ända fram till medeltiden. Mänskliga kvarlevor återfanns i de inre gallerierna och de flesta var relaterade till begravningar som tillhör yngre stenåldern och bronsåldern.

## Senpaleolitiska ristningar
Grottan är främst av intresse för fynden av paleolitisk konst. Upptäckten av ristningarna 2011 utvidgar området med paleolitisk hällkonst på norra Iberiska halvön bortom det traditionella fransk-kantabriska kärnområdet. Konsten på grottans väggar visar geometriska, stiliserade djur med inre fyllningar av linjer. Fyndet är en del av de successiva upptäckter som gjorts under de senaste 20 åren som ifrågasatt uppfattningen om den fransk-kantabriska regionen som kärnan i den paleolitiska konsten. Former och stilistiska drag hos vissa motiv från Cova Eirós daterar ristningarna till de sista stadierna av den paleolitiska stilen, stil V eller slutliga paleolitikum. Denna paneuropeiska stiltradition började omkring 12 000–11 500 f.Kr. och varade upp till  cirka 9 500–9 000 f.Kr. Den paleolitiska konsten slutade alltså inte med magdalenien, som man tidigare trodde.

## Fynd av neandertalare
Cova Eirós är en de viktigaste arkeologiska fyndplatserna i Galicien. Neandertalare och senare moderna människor lämnade många spår i denna grotta i Triacastela. 2019 avslutades utgrävningen av lager fyra i grottan. Lagret hade den högsta tätheten av lämningar. Resultatet av grävningar visade att neandertalare tillbringade långa perioder i grottan vid denna tid. Lager tre som grävts ut tidigare hade endast spår efter mer tillfälliga bosättningar. Neandertalarna i grottan för 45 000 år sedan, använde Eirós som ett basläger där de tillbringade månader och utnyttjade resurserna i sin omgivning. Lager fyra gav fynd av 2 500 arkeologiska föremål, stenverktyg och ben dominerade materialet. Brända ben med skär- och slagmärken på ytan visar att jagade djur togs hem till grottan och sedan bearbetades, både för att ätas och för hudberedning.
Cueva Eirós är en av få grottor på iberiska halvön som haft bosättning av två olika arter: Homo Neanderthal och Homo Sapiens. I Eirósgrottans lager finns de moderna människornas ankomst till nordvästra Spanien för 38 000 år sedan. Covas Eirós kan ge en del av både tidpunkten och den väg som de första moderna människorna kom till iberiska halvön. Under grävningarna 2019 kartlades grottans tredimensionella topografi. Man identifierade kontaktpunkterna mellan de inre gallerierna. Grottan har en koppling till den närliggande grottan Cova das Cabras.